# Danilo Peinado
Danilo Peinado (15 de febrero de 1985) es un exfutbolista uruguayo que jugaba de delantero.

## Familia
Es hijo del exjugador de basquetbol Carlos Peinado
Casado con María Florencia Revilla con quien tuvo dos hijas Martina Peinado y Francisca Peinado .

## Clubes
| Club                       | País        | Año         |
| -------------------------- | ----------- | ----------- |
| Defensor Sporting          | Uruguay     | 2003 - 2007 |
| Wanderers                  | Uruguay     | 2007 - 2008 |
| Liverpool (cedido)         | Uruguay     | 2008        |
| Wanderers                  | Uruguay     | 2009        |
| Olimpia (cedido)           | Paraguay    | 2010        |
| Oriente Petrolero (cedido) | Bolivia     | 2010        |
| Wanderers                  | Uruguay     | 2011        |
| Recreativo Huelva (cedido) | España      | 2011 - 2012 |
| Bella Vista                | Uruguay     | 2012 - 2013 |
| Beijing BIT (cedido)       | China       | 2013 - 2014 |
| Oriente Petrolero          | Bolivia     | 2015 - 2016 |
| Águila                     | El Salvador | 2017        |
| Águila                     |             |             |
| Legnago                    |             |             |
| Brindisi                   |             |             |
| Legnago                    |             |             |